# 601st Air Operations Center

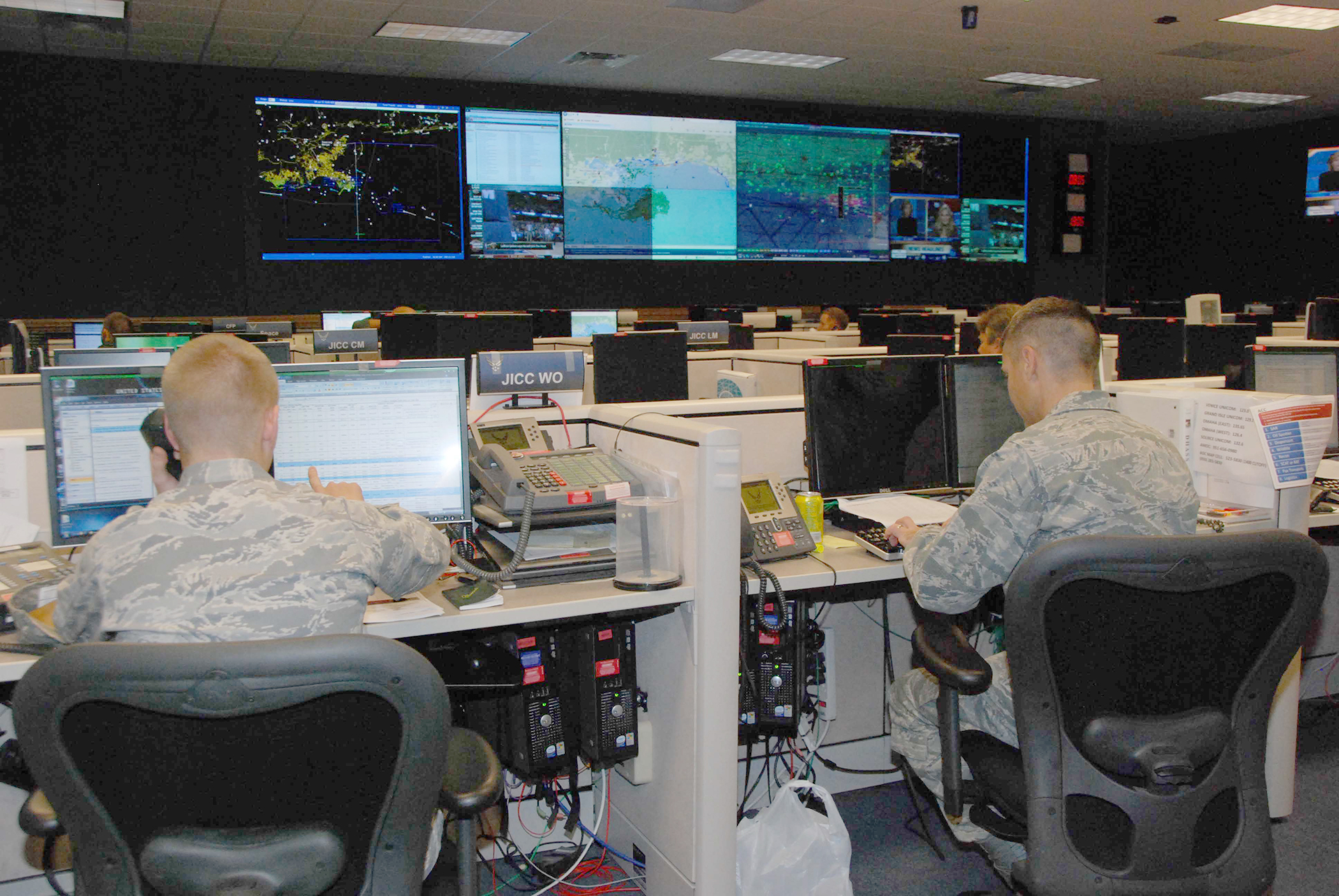
Operazioni nell'AOC

Il 601st Air Operations Center è un centro operativo di tipo regionale dell'Air Combat Command. Il suo quartier generale è situato presso la Tyndall Air Force Base, in Florida.

## Missione
Il centro pianifica, dirige e valuta le operazioni aerospaziali per il NORAD e lo USNORTHCOM. L'organizzazione utilizza il Theater Battle Management Core Systems, il quale aiuta il comandante della First Air Force, nominato anche Combined/Joint Forces Air Component Commander (C/JFACC) a dirigere e reindirizzare gli elementi aerei per fornire informazioni in tempo reale ai piloti, navigatori e gestori del combattimento aereo, aiutandoli nelle decisioni. 

## Organizzazione
Attualmente, al maggio 2017, il centro controlla:
- Air Force Rescue Coordination Center
- Joint Based Expeditionary Connectivity Center
- 101st Information Operations Flight, Salt Lake City, Utah
- 101st Air Operations Group, 125th Fighter Wing Florida Air National Guard